# Buchnera
Buchnera är ett släkte av snyltrotsväxter. Buchnera ingår i familjen snyltrotsväxter.

## Bildgalleri

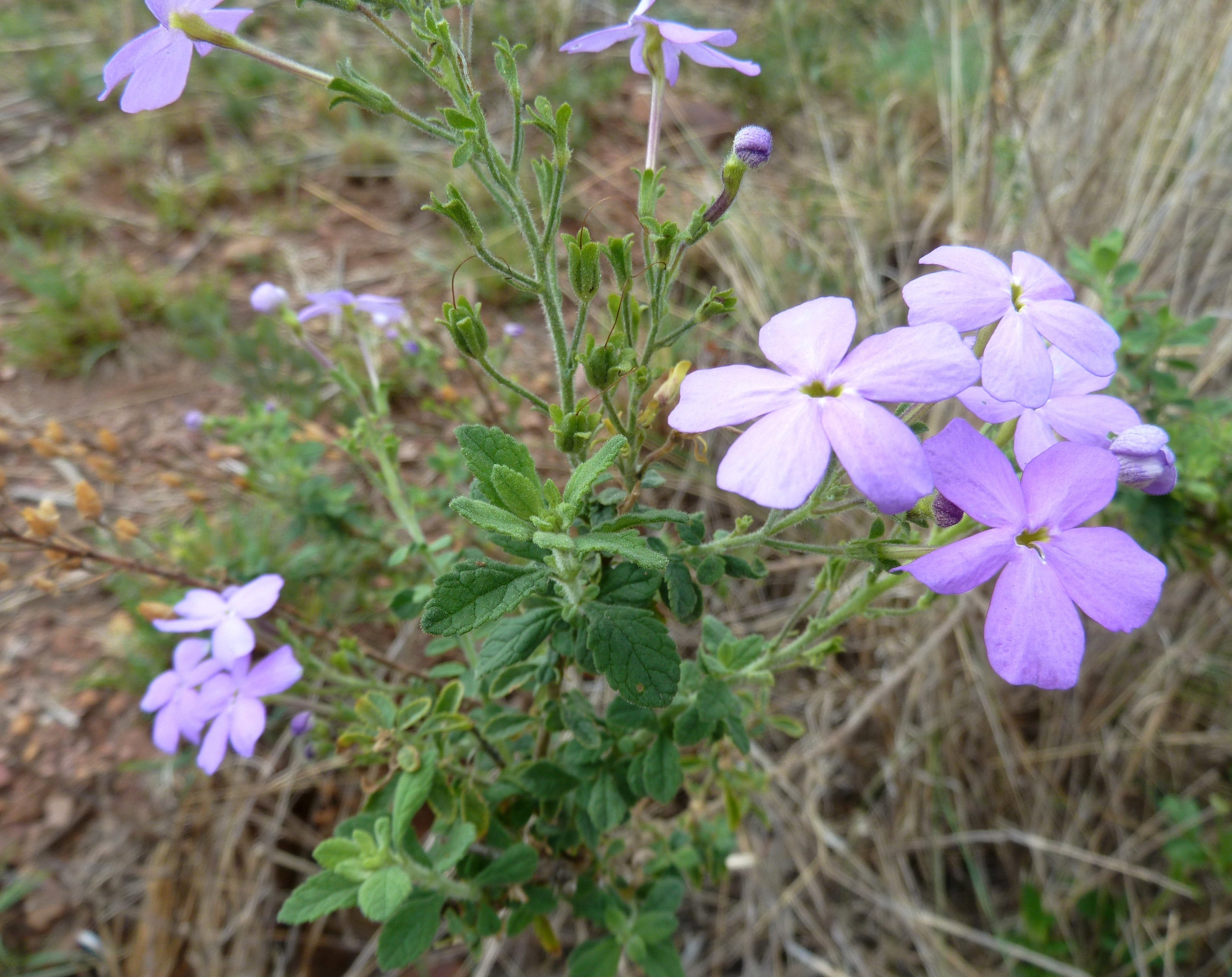
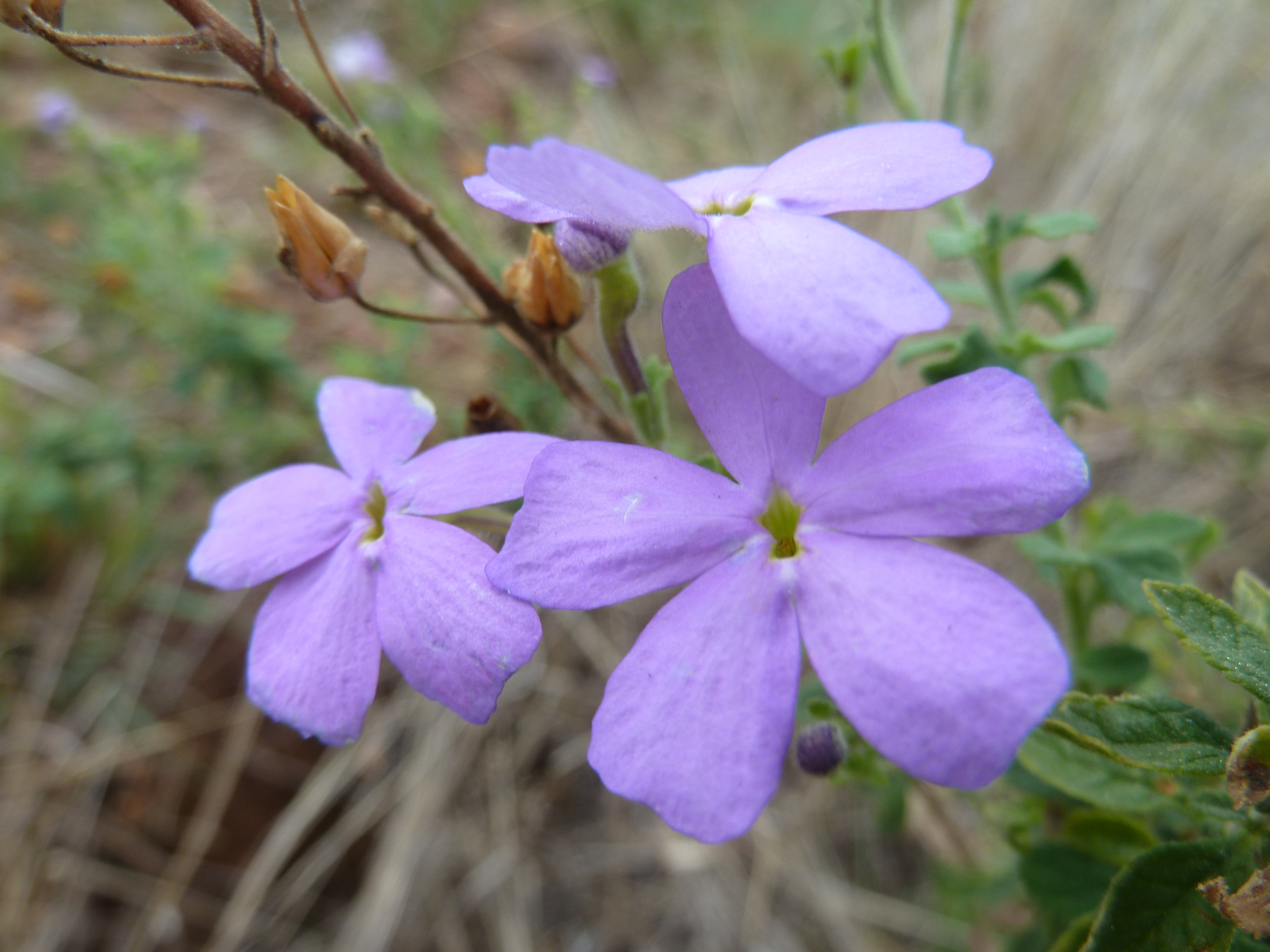
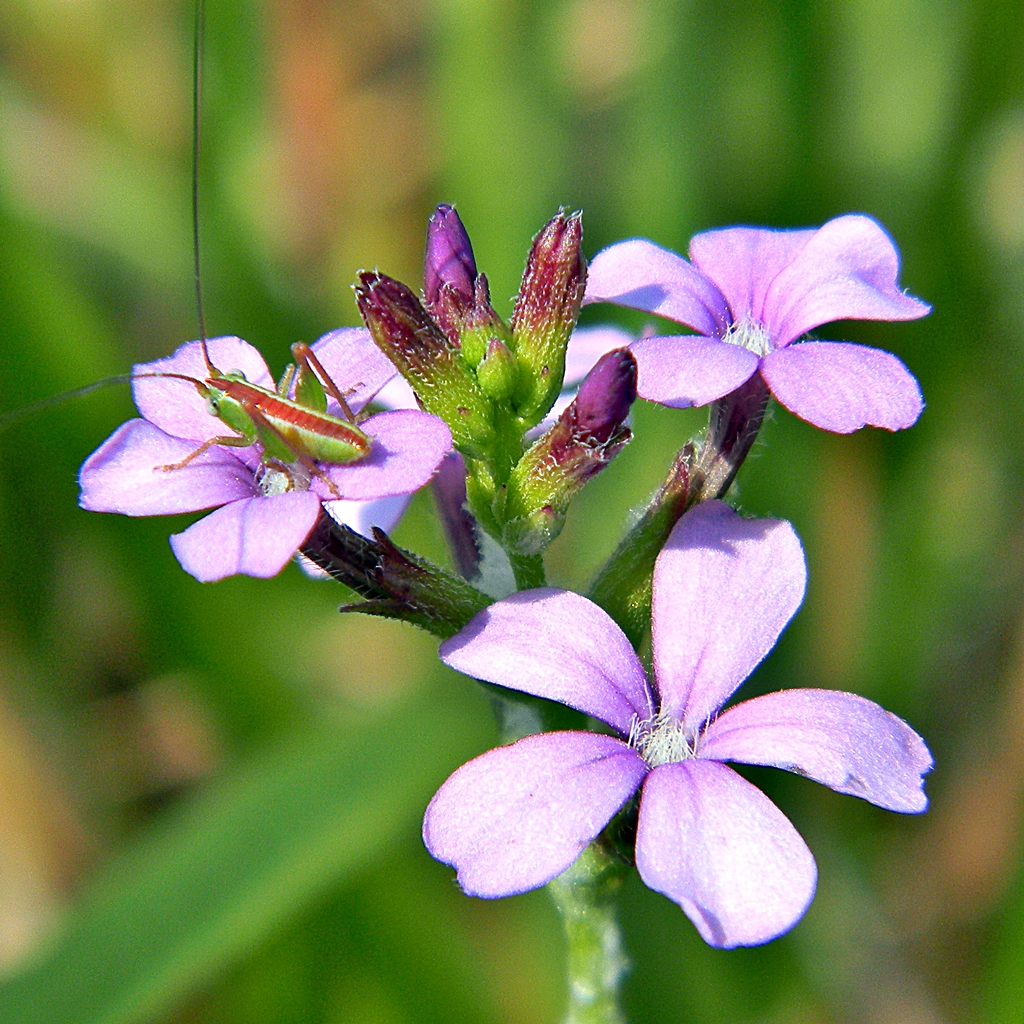
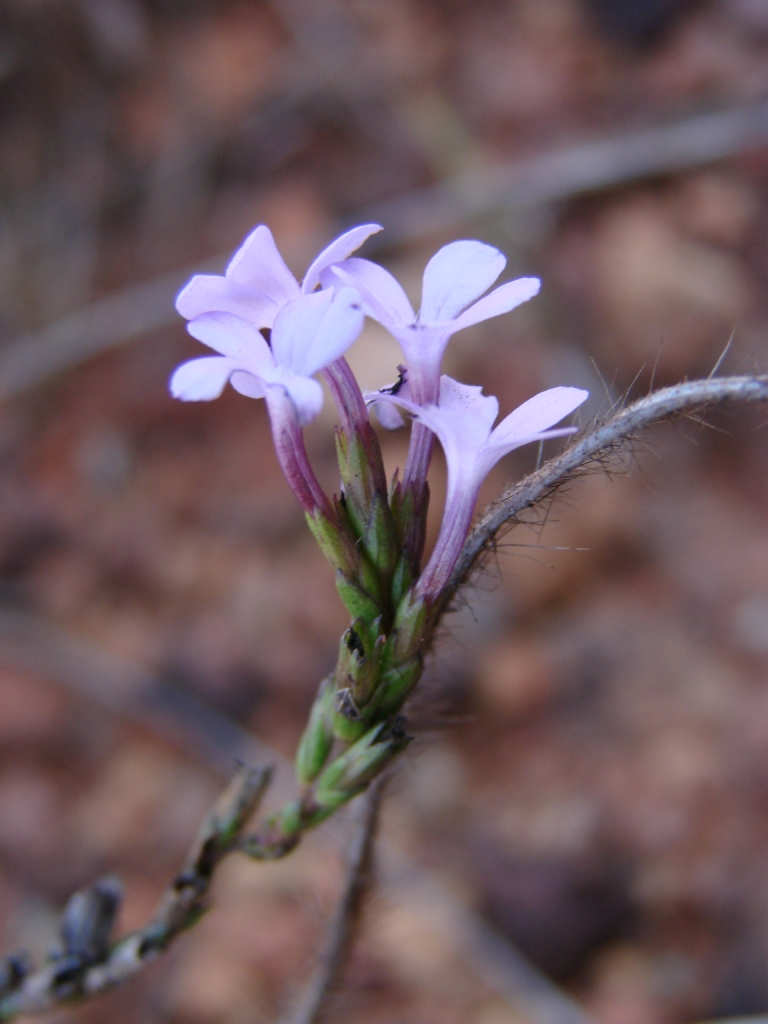
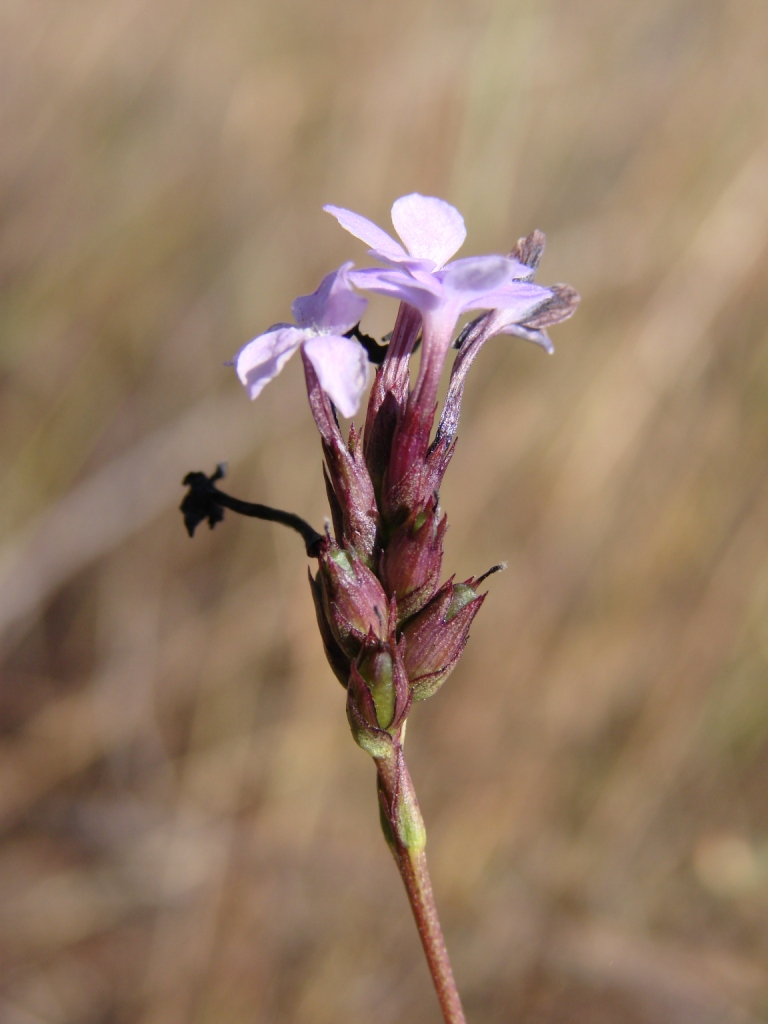

## Dottertaxa tillBuchnera, i alfabetisk ordning[1]
- Buchnera affinis
- Buchnera albiflora
- Buchnera americana
- Buchnera amethystina
- Buchnera andongensis
- Buchnera androsacea
- Buchnera angolensis
- Buchnera angustissima
- Buchnera arenicola
- Buchnera attenuata
- Buchnera bampsiana
- Buchnera bangweolensis
- Buchnera baumii
- Buchnera bequaertii
- Buchnera bowalensis
- Buchnera buchneroides
- Buchnera butayei
- Buchnera cambodiana
- Buchnera candida
- Buchnera chimanimaniensis
- Buchnera chisumpae
- Buchnera ciliata
- Buchnera ciliolata
- Buchnera congoensis
- Buchnera cruciata
- Buchnera cryptocephala
- Buchnera decandollei
- Buchnera dilungensis
- Buchnera disticha
- Buchnera dundensis
- Buchnera dura
- Buchnera ebracteolata
- Buchnera ensifolia
- Buchnera exserta
- Buchnera foliosa
- Buchnera garuensis
- Buchnera geminiflora
- Buchnera gossweileri
- Buchnera gracilis
- Buchnera granitica
- Buchnera henriquesii
- Buchnera hispida
- Buchnera humilis
- Buchnera humpatensis
- Buchnera inflata
- Buchnera integrifolia
- Buchnera jacoborum
- Buchnera juncea
- Buchnera keilii
- Buchnera lastii
- Buchnera latibracteata
- Buchnera lavandulacea
- Buchnera laxiflora
- Buchnera ledermannii
- Buchnera leptostachya
- Buchnera libenii
- Buchnera linearis
- Buchnera lippioides
- Buchnera lisowskiana
- Buchnera longifolia
- Buchnera longispicata
- Buchnera lundensis
- Buchnera metallorum
- Buchnera minutiflora
- Buchnera multicaulis
- Buchnera namuliensis
- Buchnera nervosa
- Buchnera nigricans
- Buchnera nitida
- Buchnera nuttii
- Buchnera nyassica
- Buchnera obliqua
- Buchnera orgyalis
- Buchnera pallescens
- Buchnera palustris
- Buchnera paucidentata
- Buchnera peduncularis
- Buchnera philcoxii
- Buchnera poggei
- Buchnera prorepens
- Buchnera pulcherrima
- Buchnera pusilla
- Buchnera pusilliflora
- Buchnera quadrifaria
- Buchnera quangensis
- Buchnera ramosissima
- Buchnera randii
- Buchnera rariflora
- Buchnera reducta
- Buchnera reissiana
- Buchnera remotiflora
- Buchnera retrorsa
- Buchnera robynsii
- Buchnera rosea
- Buchnera rubriflora
- Buchnera rungwensis
- Buchnera ruwenzoriensis
- Buchnera scabridula
- Buchnera schliebenii
- Buchnera simplex
- Buchnera speciosa
- Buchnera splendens
- Buchnera spruceana
- Buchnera strictissima
- Buchnera subcapitata
- Buchnera subglabra
- Buchnera symoensiana
- Buchnera tenella
- Buchnera tenuifolia
- Buchnera tenuissima
- Buchnera ternifolia
- Buchnera tetragona
- Buchnera tetrasticha
- Buchnera timorensis
- Buchnera tomentosa
- Buchnera trilobata
- Buchnera urticifolia
- Buchnera usuiensis
- Buchnera vandenberghenii
- Buchnera weberbaueri
- Buchnera welwitschii
- Buchnera wildii